# Валамер
Валамер је био краљ Острогота у 5. веку. Учесник је битке на Каталаунским пољима.

## Биографија
Потекао је из породице Амала. Син је Вандалара, а унук Винитара.
У изворима се његово име јавља у облицима: Walamer, Βαλάμερος, Valamir, Valamer, Valamir, Βαλάμειρος, Βαλάμηρος, Ούαλάμερος, Ούαλέμερος, Βαλέμερις, Valamericus.
Око 445. Валамер и његова браћа Теодомер и Видимер су задобили власт над Остроготима који су се у то време налазили под врховном влашћу Хуна. Јорданес наводи ко је од браће шта држао.
| латински оригинал: nam Valamer inter Scarniungam et Aqua nigra fluvios, Thiudimer iuxta lacum Pelsois, Vidimer inter utrosque manebant | српски превод: наиме, Валамер је становао између река Скарнијунге и Аква нигре, Тудимер поред језера Пелсо, а Видимер између њих двојице. |

Реке Скарнијунга и Аква нигра се индентификују са Лајтом и Рабом, а језеро Пелсо са Балатоном.
Према Јорданесу, Валамер је учествовао у једном Атилином походу на Источно римско царство.
| латински оригинал: Hunnorum rex Attila iunctis secum Gepidas cum Ardarico, Gothosque cum Valamir, diversasque alias nationes suis cum regibus, omnem Illyricum Traciamque et utramque Daciam, Mysiam et Scythiam populatus est. | српски превод: Атила краљ Хуна је, спојивши се са Гепидима под Ардариком, и Готима под Валамиром и разним другим народима под својим краљевима, опустошио цео Илирик и Тракију и обе Дакије, Мизију и Скитију. |

Валамер је са својом браћом учествовао у бици народа на Каталаунским пољима на страни Хуна.
После распада Хунског царства 455. Валамер је тражио од цара Маркијана да потврди Остроготима станиште у Панонији. У замену за то понудио се да буде римски федерат. Недуго пошто је цар потврдио Остроготима станиште Валамера су напали Хуни под вођством Атилиних синова. Валамер је без помоћи своје браће победио Хуне. Вест о победи наводно је стигла до Теодемера истога дана када му се родио син, Теодерих.
Када је цар Лав I одбио да Остроготима даље плаћа трибут који је одобрио цар Маркијан дошло је до рата 456/7. У том рату Остроготи су опљачкали територију Царства до Драча. После променљивих борби у којима је царском војском командовао будући цар Антемије, цар Лав је био приморан да поведе мировне преговоре. За 300 фунти злата Остроготи су поново постали федерати. Уз то им је признато све што су у међувремену освојили у Панонији. Као гаранцију да ће поштовати мир Валамер је свог братића Теодориха послао као таоца у Константинопољ.
Остроготи су се сад окренули против Садага који су још становали у унутрашњости Паноније. Подухват је пропао када је Атилин син Диндзих угрозио Басијану. Ова Басијана се углавном идентификује са оном Басијаном која се налазила на путу Сирмијум-Таурунум. Међутим, није искључена могућност да је реч о једној другој Басијани, оној на путу Саварија-Арабон на средњем току Рабе, тим пре што се ова налазила на Валамеровој територији, која је већ једном била под ударом Атилиних синова. Диндзих је протеран. Још у Валемарово време Остроготи су заузели унутрашњост Паноније.
Свеби под Хунимундом су упали у Далмацију преко Паноније. Теодимер их је при повратку пресрео код Балатона. Мада је склопио мир и пријатељство, Хунимунд је подстакао Скире да нападну Валамера. Они су изненада упали на Валамерову област. Током битке са Скирима Валамер је збачен са коња и убијен. Упркос томе победа је припала Готима. Пошто Валамер није имао наследника вођство над панонским Остроготима припало је Теодемеру.